# Gozdna železnica pri Kozjem
Gozdna železnica pri Kozjem je služila kot prometna pot za prevoz lesa iz doline Medvednice pod planino Veternik do žag v Kozjem.
V Kozjem je leta 1903 pričela obratovati  za tisti čas sodobna parna žaga. Podjetje je za dovoz lesa zgradilo preprosto ozkotirno gozdno železnico. Proga je potekala zahodno od Kozjega iz doline potoka Bistri Graben proti jugovzhodu v dolino Medvednice pod pogorje Veternika (708 mnm). Proga je bila zgrajena v začetku prve svetovne vojne (točen datum ni znan). Širina tira je bila najverjetneje 60 cm, celotna dolžina pa okoli 2 km. To je bila tipična, preprosta, samotežna gozdna železnica, po kateri so s konji vlekli prazne vagončke (cicke) v gozd, le ti pa so se nato naloženi z lesom samotežno vračali do prekladalne rampe v dolini potoka Bistri Graben, od koder so do žage les vozili s konjsko vprego. Z vagončki so upravljali zavirači, imenovani »žlajfarji«.
Proga je obratovala do leta 1943. Po koncu druge svetovne vojne so tirnice še dolgo ležale v gozdu. Po večjem delu trase gozdne železnice v Madvednico so po vojni zgradili gozdno cesto, ki danes pelje na Veternik.